# Dr. Dre/Diskografie
Diese Diskografie ist eine Übersicht über die musikalischen Werke des US-amerikanischen Rappers und Musikproduzenten Dr. Dre. Den Quellenangaben zufolge hat er bisher mehr als 49,4 Millionen Tonträger verkauft, davon allein in seiner Heimat mehr als 25,2 Millionen. Seine erfolgreichste Veröffentlichung ist das Studioalbum 2001 mit über 9,3 Millionen verkauften Einheiten.

## Alben

### Studioalben
| Jahr | Titel Musiklabel                                             | Höchstplatzierung, Gesamtwochen, AuszeichnungChartplatzierungen (Jahr, Titel, Musiklabel, Platzierungen, Wochen, Auszeichnungen, Anmerkungen) | Höchstplatzierung, Gesamtwochen, AuszeichnungChartplatzierungen (Jahr, Titel, Musiklabel, Platzierungen, Wochen, Auszeichnungen, Anmerkungen) | Höchstplatzierung, Gesamtwochen, AuszeichnungChartplatzierungen (Jahr, Titel, Musiklabel, Platzierungen, Wochen, Auszeichnungen, Anmerkungen) | Höchstplatzierung, Gesamtwochen, AuszeichnungChartplatzierungen (Jahr, Titel, Musiklabel, Platzierungen, Wochen, Auszeichnungen, Anmerkungen) | Höchstplatzierung, Gesamtwochen, AuszeichnungChartplatzierungen (Jahr, Titel, Musiklabel, Platzierungen, Wochen, Auszeichnungen, Anmerkungen) | Anmerkungen                                                   |
| Jahr | Titel Musiklabel                                             | DE | AT | CH | UK | US | Anmerkungen                                                   |
| ---- | ------------------------------------------------------------ | --- | --- | --- | --- | --- | ------------------------------------------------------------- |
| 1992 | The Chronic Priority Records • Interscope Records (Eastwest) | DE35 a (10 Wo.)DE | — | CH32 a (1 Wo.)CH | UK43 a Platin · (8 Wo.)UK | US3 ×3Dreifachplatin · (97 Wo.)US | Erstveröffentlichung: 15. Dezember 1992 Verkäufe: + 7.500.000 |
| 1999 | 2001 Aftermath • Interscope Records (UMG)                    | DE20 Gold · (94 Wo.)DE | AT50 b (2 Wo.)AT | CH26 b Gold · (206 Wo.)CH | UK4 ×5Fünffachplatin · (… Wo.)UK | US2 ×6Sechsfachplatin · (239 Wo.)US | Erstveröffentlichung: 15. November 1999 Verkäufe: + 9.325.000 |
| 2015 | Compton Aftermath • Interscope Records (UMG)                 | DE4 (6 Wo.)DE | AT3 (4 Wo.)AT | CH1 (11 Wo.)CH | UK1 Gold · (12 Wo.)UK | US2 Gold · (16 Wo.)US | Erstveröffentlichung: 7. August 2015 Verkäufe: + 692.500      |

### Kompilationen
| Jahr | Titel Musiklabel                                                     | Höchstplatzierung, Gesamtwochen, AuszeichnungChartplatzierungen (Jahr, Titel, Musiklabel, Platzierungen, Wochen, Auszeichnungen, Anmerkungen) | Höchstplatzierung, Gesamtwochen, AuszeichnungChartplatzierungen (Jahr, Titel, Musiklabel, Platzierungen, Wochen, Auszeichnungen, Anmerkungen) | Höchstplatzierung, Gesamtwochen, AuszeichnungChartplatzierungen (Jahr, Titel, Musiklabel, Platzierungen, Wochen, Auszeichnungen, Anmerkungen) | Höchstplatzierung, Gesamtwochen, AuszeichnungChartplatzierungen (Jahr, Titel, Musiklabel, Platzierungen, Wochen, Auszeichnungen, Anmerkungen) | Höchstplatzierung, Gesamtwochen, AuszeichnungChartplatzierungen (Jahr, Titel, Musiklabel, Platzierungen, Wochen, Auszeichnungen, Anmerkungen) | Anmerkungen                                                   |
| Jahr | Titel Musiklabel                                                     | DE | AT | CH | UK | US | Anmerkungen                                                   |
| ---- | -------------------------------------------------------------------- | --- | --- | --- | --- | --- | ------------------------------------------------------------- |
| 1994 | Concrete Roots Triple X Records (Triple X)                           | — | — | — | — | US43 (8 Wo.)US | Erstveröffentlichung: 20. September 1994                      |
| 1996 | First Round Knock Out Triple X Records (Triple X)                    | — | — | — | — | US52 (5 Wo.)US | Erstveröffentlichung: 21. Mai 1996                            |
| 1996 | Dr. Dre Presents: The Aftermath Aftermath • Interscope Records (UMG) | DE94 (1 Wo.)DE | — | — | — | US6 Platin · (13 Wo.)US | Erstveröffentlichung: 26. November 1996 Verkäufe: + 1.000.000 |
| 1996 | Back ’n the Day Blue Dolphin (Blue Dolphin)                          | — | — | — | — | — | Erstveröffentlichung: 1996                                    |
| 2001 | Chronicle: Best of the Works Death Row Records (Death Row)           | — | — | — | UK— SilberUK | — | Erstveröffentlichung: 2001                                    |
| 2006 | Chronicles: Death Row Classics Death Row Records (Death Row)         | — | — | — | — | — | Erstveröffentlichung: 2006                                    |

## Singles

### Als Leadmusiker
| Jahr | Titel Album                                                | Höchstplatzierung, Gesamtwochen, AuszeichnungChartplatzierungen (Jahr, Titel, Album, Platzierungen, Wochen, Auszeichnungen, Anmerkungen) | Höchstplatzierung, Gesamtwochen, AuszeichnungChartplatzierungen (Jahr, Titel, Album, Platzierungen, Wochen, Auszeichnungen, Anmerkungen) | Höchstplatzierung, Gesamtwochen, AuszeichnungChartplatzierungen (Jahr, Titel, Album, Platzierungen, Wochen, Auszeichnungen, Anmerkungen) | Höchstplatzierung, Gesamtwochen, AuszeichnungChartplatzierungen (Jahr, Titel, Album, Platzierungen, Wochen, Auszeichnungen, Anmerkungen) | Höchstplatzierung, Gesamtwochen, AuszeichnungChartplatzierungen (Jahr, Titel, Album, Platzierungen, Wochen, Auszeichnungen, Anmerkungen) | Anmerkungen                                                                                    |
| Jahr | Titel Album                                                | DE | AT | CH | UK | US | Anmerkungen                                                                                    |
| --- | ---------------------------------------------------------- | --- | --- | --- | --- | --- | ---------------------------------------------------------------------------------------------- |
| 1992 | Nuthin’ but a ‘G’ Thang The Chronic                        | — | — | — | UK31 Gold · (4 Wo.)UK | US2 Platin · (27 Wo.)US | Erstveröffentlichung: 19. November 1992 Verkäufe: + 1.760.000; feat. Snoop Doggy Dogg          |
| 1993 | Fuck wit Dre Day (And Everybody’s Celebratin’) The Chronic | — | — | — | UK59 (2 Wo.)UK | US8 Gold · (20 Wo.)US | Erstveröffentlichung: 20. Mai 1993 Verkäufe: + 800.000; feat. Snoop Doggy Dogg                 |
| 1993 | Let Me Ride The Chronic                                    | — | — | — | UK31 (4 Wo.)UK | US34 (18 Wo.)US | Erstveröffentlichung: 13. September 1993 feat. Snoop Doggy Dogg und Jewell                     |
| 1994 | Natural Born Killers Murder Was the Case Soundtrack        | — | — | — | UK45 (2 Wo.)UK | — | Erstveröffentlichung: 18. Dezember 1994 feat. Ice Cube                                         |
| 1995 | Keep Their Heads Ringin’ Friday Soundtrack                 | DE23 (24 Wo.)DE | — | CH7 (17 Wo.)CH | UK25 Silber · (4 Wo.)UK | US10 Gold · (20 Wo.)US | Erstveröffentlichung: 7. März 1995 Verkäufe: + 905.000                                         |
| 1998 | Zoom Bulworth Soundtrack                                   | DE44 (9 Wo.)DE | — | CH45 (1 Wo.)CH | UK15 (4 Wo.)UK | — | Erstveröffentlichung: 29. Juni 1998 feat. LL Cool J                                            |
| 1999 | Still D.R.E. 2001                                          | DE38 c ×3Dreifachgold · (6 Wo.)DE | AT34 c Platin · (3 Wo.)AT | CH15 c (14 Wo.)CH | UK6 ×3Dreifachplatin · (15 Wo.)UK | US23 (8 Wo.)US | Erstveröffentlichung: 13. Oktober 1999 Verkäufe: + 3.150.000; feat. Snoop Dogg                 |
| 2000 | Forgot About Dre 2001                                      | DE41 Gold · (9 Wo.)DE | AT— GoldAT | CH37 (16 Wo.)CH | UK7 ×2Doppelplatin · (17 Wo.)UK | US25 (20 Wo.)US | Erstveröffentlichung: 29. Januar 2000 Verkäufe: + 1.765.000; feat. Eminem                      |
| 2000 | The Next Episode 2001                                      | DE34 Gold · (17 Wo.)DE | AT56 Platin · (1 Wo.)AT | CH34 (21 Wo.)CH | UK3 ×2Doppelplatin · (27 Wo.)UK | US23 (21 Wo.)US | Erstveröffentlichung: 3. Juli 2000 Verkäufe: + 1.840.000; feat. Snoop Dogg, Kurupt & Nate Dogg |
| 2000 | The Watcher 2001                                           | — | — | — | UK— SilberUK | — | Erstveröffentlichung: 27. Februar 2001 feat. Eminem und Knoc-Turn’al                           |
| 2002 | Bad Intentions The Wash O.S.T.                             | DE75 (6 Wo.)DE | — | CH47 (11 Wo.)CH | UK4 (12 Wo.)UK | — | Erstveröffentlichung: 7. Januar 2002 feat. Knoc-Turn’al                                        |
| 2010 | Kush –                                                     | — | — | CH59 (6 Wo.)CH | UK57 (3 Wo.)UK | US34 (17 Wo.)US | Erstveröffentlichung: 18. November 2010 Verkäufe: + 30.000; feat. Snoop Dogg & Akon            |
| 2011 | I Need a Doctor –                                          | DE25 Gold · (8 Wo.)DE | AT38 (13 Wo.)AT | CH33 (15 Wo.)CH | UK8 Platin · (21 Wo.)UK | US4 ×2Doppelplatin · (20 Wo.)US | Erstveröffentlichung: 1. Februar 2011 Verkäufe: + 3.135.000; feat. Eminem & Skylar Grey        |
| 2015 | Talking to My Diary Compton                                | — | — | — | — | — | Erstveröffentlichung: 10. August 2015                                                          |
| 2022 | Diamond Mind –                                             | — | — | — | — | — | Erstveröffentlichung: 4. Februar 2022 feat. Nipsey Hussle & Ty Dolla Sign                      |
| Folgende Lieder erschienen nicht als Single, wurden aber durch das Album zum Download und Streaming bereitgestellt und konnten somit eine Platzierung erlangen: |                                                            | | | | | |                                                                                                |
| |                                                            | | | | | |                                                                                                |
| 2022 | Gospel Grand Theft Auto: The Contract                      | DE— dDE | — | CH77 (1 Wo.)CH | — | — | Erstveröffentlichung: 4. Februar 2022 mit Eminem                                               |

### Als Gastmusiker
| Jahr | Titel Album                                                   | Höchstplatzierung, Gesamtwochen, AuszeichnungChartplatzierungen (Jahr, Titel, Album, Platzierungen, Wochen, Auszeichnungen, Anmerkungen) | Höchstplatzierung, Gesamtwochen, AuszeichnungChartplatzierungen (Jahr, Titel, Album, Platzierungen, Wochen, Auszeichnungen, Anmerkungen) | Höchstplatzierung, Gesamtwochen, AuszeichnungChartplatzierungen (Jahr, Titel, Album, Platzierungen, Wochen, Auszeichnungen, Anmerkungen) | Höchstplatzierung, Gesamtwochen, AuszeichnungChartplatzierungen (Jahr, Titel, Album, Platzierungen, Wochen, Auszeichnungen, Anmerkungen) | Höchstplatzierung, Gesamtwochen, AuszeichnungChartplatzierungen (Jahr, Titel, Album, Platzierungen, Wochen, Auszeichnungen, Anmerkungen) | Anmerkungen                                                                                                  |
| Jahr | Titel Album                                                   | DE | AT | CH | UK | US | Anmerkungen                                                                                                  |
| ---- | ------------------------------------------------------------- | --- | --- | --- | --- | --- | --- |
| 1990 | We’re All in the Same Gang                                    | — | — | — | — | US35 Gold · (16 Wo.)US | Erstveröffentlichung: 29. Mai 1990 Verkäufe: + 500.000; mit The West Coast Rap All-Stars                     |
| 1995 | California Love All Eyez on Me                                | DE7 Gold · (20 Wo.)DE | AT9 (12 Wo.)AT | CH7 (19 Wo.)CH | UK6 Platin · (9 Wo.)UK | US1 ×2Doppelplatin · (24 Wo.)US | Erstveröffentlichung: 28. Dezember 1995 Verkäufe: + 3.210.000; Tupac Shakur feat. Dr. Dre & Roger Troutman   |
| 1996 | No Diggity Another Level                                      | DE14 Gold · (21 Wo.)DE | AT16 (12 Wo.)AT | CH11 (18 Wo.)CH | UK9 ×3Dreifachplatin · (35 Wo.)UK | US1 Platin · (31 Wo.)US | Erstveröffentlichung: 29. Juli 1996 Verkäufe: + 4.035.000; BLACKstreet feat. Dr.Dre & Queen Pen              |
| 1997 | Puppet Master DJ Muggs presents… The Soul Assassins Chapter 1 | — | — | — | — | — | Erstveröffentlichung: 1. Mai 1997 DJ Muggs presents Soul Assassins feat. Dr. Dre & B-Real                    |
| 1999 | Guilty Conscience The Slim Shady LP                           | DE40 (7 Wo.)DE | — | — | UK5 Platin · (8 Wo.)UK | US— PlatinUS | Erstveröffentlichung: 8. Juni 1999 Verkäufe: + 1.670.000; Eminem feat. Dr. Dre                               |
| 2000 | Just Be a Man About It The Heat                               | — | — | — | — | US32 (20 Wo.)US | Erstveröffentlichung: 20. Juni 2000 Toni Braxton feat. Dr. Dre                                               |
| 2000 | Hello War & Peace Vol. 2 (The Peace Disc)                     | — | — | — | — | — | Erstveröffentlichung: 2000 feat. Dr. Dre & MC Ren                                                            |
| 2001 | Bitch Please II The Marshall Mathers LP                       | — | — | — | UK— SilberUK | US— GoldUS | Erstveröffentlichung: 23. Mai 2001 Verkäufe: + 770.000; Eminem feat. Dr. Dre, Snoop Dogg, Xzibit & Nate Dogg |
| 2001 | Fast Lane 1st Born Second                                     | — | — | — | — | — | Erstveröffentlichung: 23. Mai 2001 Bilal feat. Dr. Dre & Jadakiss                                            |
| 2002 | The Knoc L.A. Confidential presents: Knoc-turn’al             | — | — | — | — | US98 (3 Wo.)US | Erstveröffentlichung: 19. Februar 2002 Knoc-turn’al feat. Dr.Dre & Missy Elliott                             |
| 2002 | Symphony in X Major Man vs Machine                            | — | — | — | — | — | Erstveröffentlichung: 2002 Xzibit feat. Dr.Dre                                                               |
| 2004 | Encore                                                        | — | — | — | — | US25 (15 Wo.)US | Erstveröffentlichung: 9. November 2004 Eminem feat. Dr. Dre & 50 Cent                                        |
| 2009 | Crack a Bottle Relapse                                        | — | AT41 (5 Wo.)AT | CH4 (19 Wo.)CH | UK4 Platin · (19 Wo.)UK | US1 ×3Dreifachplatin · (17 Wo.)US | Erstveröffentlichung: 2. Februar 2009 Eminem feat. Dr. Dre & 50 Cent Verkäufe: + 3.770.000                   |
| 2009 | Old Time’s Sake Relapse                                       | — | — | — | UK61 (2 Wo.)UK | US25 (2 Wo.)US | Erstveröffentlichung: 23. April 2009 Eminem feat. Dr. Dre                                                    |
| 2009 | Hell Breaks Loose Relapse: Refill                             | — | — | — | — | US29 (1 Wo.)US | Erstveröffentlichung: 15. Dezember 2009 Eminem feat. Dr. Dre                                                 |
| 2012 | The Recipe Good Kid, M.a.a.d. City                            | — | — | — | UK— SilberUK | US— PlatinUS | Erstveröffentlichung: 3. April 2012 Verkäufe: + 1.395.000; Kendrick Lamar feat. Dr. Dre                      |
| 2012 | New Day –                                                     | DE53 (6 Wo.)DE | — | — | — | US79 (1 Wo.)US | Erstveröffentlichung: 27. Juli 2012 50 Cent feat. Dr. Dre & Alicia Keys                                      |
| 2024 | Outta Da Blue –                                               | — | — | — | — | — | Erstveröffentlichung: 21. November 2024 Snoop Dogg feat. Dr. Dre & Alus                                      |

## Videoalben
| Jahr | Titel Musiklabel                            | Höchstplatzierung, Gesamtwochen, AuszeichnungChartplatzierungen (Jahr, Titel, Musiklabel, Platzierungen, Wochen, Auszeichnungen, Anmerkungen) | Höchstplatzierung, Gesamtwochen, AuszeichnungChartplatzierungen (Jahr, Titel, Musiklabel, Platzierungen, Wochen, Auszeichnungen, Anmerkungen) | Höchstplatzierung, Gesamtwochen, AuszeichnungChartplatzierungen (Jahr, Titel, Musiklabel, Platzierungen, Wochen, Auszeichnungen, Anmerkungen) | Höchstplatzierung, Gesamtwochen, AuszeichnungChartplatzierungen (Jahr, Titel, Musiklabel, Platzierungen, Wochen, Auszeichnungen, Anmerkungen) | Höchstplatzierung, Gesamtwochen, AuszeichnungChartplatzierungen (Jahr, Titel, Musiklabel, Platzierungen, Wochen, Auszeichnungen, Anmerkungen) | Anmerkungen |
| Jahr | Titel Musiklabel                            | DE | AT | CH | UK | US | Anmerkungen |
| ---- | ------------------------------------------- | --- | --- | --- | --- | --- | --- |
| 2000 | The Up in Smoke Tour Aftermath/Eagle Vision | DE— GoldDE | — | — | UK— ×3DreifachplatinUK | US1 ×6Sechsfachplatin · (… Wo.)US | Erstveröffentlichung: 5. Dezember 2000 Verkäufe: + 925.000 mit Dr. Dre, Snoop Dogg und Ice Cube Regie: Philip Atwell FSK: 16 |

## Produktionen
| - 1985: The Planet, World Class, Surgery (Remix), Juice, (Horney) Computer, Gang Bang You’re Dad & Lovers auf World Class von World Class Wreckin’ Cru - 1986: Comin' Correct auf Der Prinz aus Zamunda: Soundtrack - 1986: Mission Possible, He’s Bionic, B.S., Love Letter, That Guy, World Class Freak, Wreckin Cru Blues & Masters Of Romance auf Rapped In Romance von World Class Wreckin’ Cru - 1987: My Posse, Jus 4 The Cash $ & Ill-legal auf My Posse von C.I.A - 1987: Boyz-n-the-Hood, 8 Ball, Dunk The Fun, Scream, Drink It Up, Panic Zone, L.A. Is In Da Zone, Dopeman, Tuffest Man Alive, Fat Girl & 3 The Hard Way auf N.W.A And The Posse von N.W.A - 1988: Still Talkin, Nobody Move, Ruthless Villain, 2 Hard Mutha’s, Boyz-N-the-Hood, Eazy-Duz-It, We Want Eazy, Eazy-Er Said Than Dunn, Radio, No More ?'s, I’mma Break It Down & Eazy-Chapter 8 Verse 10 (B.U.L.L.S.H.I.T.) auf Eazy-Duz-It von Eazy-E - 1988: Milkshake auf Milkshake / Overlapping Waist 12 von Bobby Jimmy And The Critters - 1988: NY/LA Rappers, Fone Freak & Wienie Whistlers auf NY/LY Rappers / Fone Freak 12 von Bobby Jimmy And The Critters - 1988: Supersonic, Way Out, Blame It On The Muzick, In The Mix, Eenie Meenie Beats, My Dope Intro, Let’s Get Hyped, Now Really, Time Tah Get Stupid, Is It Love auf Supersonic von J. J. Fad - 1988: Straight Outta Compton, Fuck Tha Police, Gangsta Gangsta, If It Ain’t Ruff, Parental Discretion Iz Advised, 8 Ball (Remix), Something Like That, Express Yourself, Compton’s N the House, I Ain’t Tha 1, Dopeman (Remix), Quiet On Tha Set & Something 2 Dance 2 auf Straight Outta Compton von N.W.A - 1989: No more lies, Nicety, If?, Keep Watchin’, Something in my heart, 100% woman, Never Been In Love, Close To Me & Special Thanks auf Michel’le von Michel’le - 1989: It’s Funky Enough, Mind Blowin, Lend Me An Ear, Comm.Blues, Let The Bass Go, Beautiful But Deadly, The D.O.C. and The Doctor, No One Can Do It Better, Whirlwind Pyramid, Comm.2, The Formula, Portrait Of A Masterpiece & The Grand Finale auf No One Can Do It Better von The D.O.C. - 1990: Murder Rap & The Last Song auf Livin' Like Hustlers von Above the Law - 1990: 100 Miles And Runnin, Just Don’t Bite It, Sa Prize (Part 2), Real Niggaz & Kamurshol auf 100 Miles And Runnin’ von N.W.A - 1990: Eazy Street auf The Return Of Superfly - 1991: Prelude, Whatever You Want, Funky Flute, Phone Sexxx, Reeperbahn, Reazons, Who’z Leroy, Crazy You, Watching You, Summertime, Evil, Hip Hop Harmonica & Muzical Madness auf Muzical Madness von Jimmy Z - 1991: Prelude, Real Niggaz Don’t Die, Protest (Interlude), Appetite For Destruction, Don’t Drink That Wine (Interlude), Alwayz Into Something, Message To B.A. (Interlude), Real Niggaz, To Kill A Hooker (Interlude), One Less Bitch, Findum, Fuckum, & Flee, Automobile, She Swallowed It, I’d Rather Fuck You, Approach To Danger, 1-900-2-Compton (Interlude) & Dayz Of Wayback auf Niggaz4Life von N.W.A - 1992: Deep Cover & Love Or Lust auf Jenseits der weißen Linie: Soundtrack - 1992: The Chronik (Intro), Fuck Wit Dre Day (And Everybody’s Celebratin’), Let Me Ride, The Day The Niggaz Took Over, Nuthin’ But A 'G' Thang, Deeez Nuuuts, Lil' Ghetto Boy, A Nigga Witta Gun, Rat-Tat-Tat-Tat, The $20 Sack Pyramid (Skit), Lyrical Gangbang, High Powered, The Doctor’s Office (Skit), Stranded On Death Row, The Roach (The Chronic Outro) & Bitches Ain’t Shit auf The Chronic von Dr. Dre - 1992: Puffin On Blunts and Drankin Tanqueray & One Eight Seven auf Dre Day Single von Dr. Dre - 1993: Niggas Don’t Give A Fuck auf Poetric Justice:Soundtrack - 1993: Bathtub, G Funk Intro, Gin And Juice, Tha Shiznit, Lodi Dodi, Murder Was The Case, Serial Killa, Who Am I (What’s My Name), For All My Niggaz And Bitches, Ain’t Not Fun (If The Homies Can’t Have Nothing), Doggy Dogg World, Gz and Hustlas & Pump Pump auf Doggystyle von Snoop Dogg - 1994: Afro Puffs auf Above The Rim: Soundtrack - 1994: Murder Was The Case (Remix), Natural Born Killaz & Harvest For The World auf Murder Was The Case - 1995: Keep Their Heads Ringin’ auf Friday: Soundtrack - 1996: California Love & Can’t C Me auf All Eyez on Me von 2 Pac - 1996: Nas Is Coming auf It Was Written von Nas - 1996: Aftermath (The Intro), East Coast/West Coast Killas, Shittin' On The World, Blunt Time, Been There Done There, Sexy Dance & Fame auf Dr. Dre Presents: The Aftermath von Aftermath Entertainment - 1997: Game Over auf The Untouchable von Scarface - 1997: Intro, Firm Fiasco, Phone Tap, Firm Family, Fuck Somebody Else, Untouchable & Five Minutes To Flush auf The Album von The Firm - 1998: Zoom auf Bulworth Soundtrack - 1998: Ask Yourself A Question auf Kuruption! von Kurupt - 1998: Speak On It, Squeeze Yo Balls, Money, The Chron, Reel Raw, 6 N 'Na Moe’nin, Step On By, Big Ballin & Where’s T auf The Kingdom Come von King Tee - 1999: My Name Is, Guilty Conscience & Role Model auf The Slim Shady LP von Eminem - 1999: Buck 'Em, Bitch Please & Just Dippin auf No Limit Top Dogg von Snoop Dogg - 1999: Bad Guys Always Die auf Wild Wild West: Soundtrack - 1999: Lolo (Intro), The Watcher, Fuck You, Still D.R.E., Big Ego’s, Xxplosive, What’s The Difference, Bar One (Skit), Light Speed, Forgot About Dre, The Next Episode, Let’s Get High, Bitch Niggaz, The Car Bomb (Skit), Murder Ink, Ed-Ucation, Some L.A. Niggaz, Pause 4 Porn (Skit), Housewife, Ackrite & Bang Bang auf 2001 von Dr. Dre - 1999: Ho’s A Housewife auf Tha Streetz Iz A Murda von Kurupt - 1999: Game Don’t Wait (Remix) auf Game Don’t Wait von Warren G - 2000: Hello auf War & Peace Vol. 2 (The Peace Disc) von Ice Cube - 2000: Kill You, Who Knew, The Real Slim Shady, Remember Me, I’m Back & Bitch Please II auf The Marshall Mathers LP von Eminem - 2000: Chin Check auf Next Friday: Soundtrack - 2000: U Know, X & Best Of Things auf Restless von Xzibit - 2000: Intro, Hennesey N Buddah, True Lies & Lay Low auf Tha Last Meal von Snoop Dogg - 2001: Let Me Blow Ya Mind & That’s What It Is auf Scorpion von Eve - 2001: Nasty Mind, Ain’t Nuttin' But Music, Fight Music & Revelation auf Devils Night von D12 - 2001: Fastlane & Sally auf 1st Born Second von Bilal - 2001: Family Affair auf No More Drama von Mary J. Blige - 2001: Put It On Me auf Training Day: Soundtrack - 2001: On The Boulevard, Bad Intentions, Holla, Str8 West Coast & The Wash auf The Wash: Soundtrack - 2001: Truck Volume, Break Ya Neck & Holla auf Genesis von Busta Rhymes - 2001: Hate In Yo Eyes auf Bang Or Ball von Mack 10 | - 2001: Your Wife auf Music & Me von Nate Dogg - 2001: Lookin' At You auf The Return Of The Regulator von Warren G - 2001: That’s Me auf Shaquille O’Neal Presents His Superfriends, Vol. 1 von Shaquille O’Neal - 2001: Goldyn Chyld auf Van Gogh von Ras Kass - 2002: It’s A Shame auf Just Tryin' Ta Live von Devin The Dude - 2002: Put It On Me auf Under Tha Influence von DJ Quik - 2002: Business, Say What You Say & My Dad’s Gone Crazy auf The Eminem Show von Eminem - 2002: Push Play, Jimmy & Queen Of The Ghetto auf Truthfully Speaking von Truth Hurts - 2002: Miss You (Dr. Dre Remix) auf Austin Powers in Goldständer: Soundtrack - 2002: The Knoc & Str8 Westcoast (Remix) auf L.A. Confidential presents: Knoc-turn’al von Knoc-turn’all - 2002: Finer Thangzzz auf The General’s List von Tray Deee - 2002: What & Satisfaction auf Eve-Olution von Eve - 2002: Chose Me, Spank Me (Pully My Hair) & Losin' Your Mind auf Man vs Machine von Xzibit - 2002: The Watcher 2 auf The Blueprint²: The Gift & The Curse von Jay-Z - 2002: The Whoop auf Goldyn Chyld von Ras Kass - 2003: Papa Lil Soldier auf The Jakal von 40 Glocc - 2003: In Da Club, Heat, If I Can’t & Back Down auf Get Rich or Die Tryin’ von 50 Cent - 2003: Psychic Pymp Hotline, Judgment Day & Mentally Disturbed auf Deuce von The D.O.C. - 2003: Not Today auf Love & Life von Mary J. Blige - 2003: The Set Up, Shit Hits The Fan, Look Into My Eyes & Oh! auf Cheers von Obie Trice - 2003: Poppin' Them Thangs & G’d Up auf Beg for Mercy von G Unit - 2004: Not Today von Mary J. Blige & Eve auf Barbershop 2: Soundtrack - 2004: I Like auf The Way I Am von Knoc-Turn’al - 2004: American Psycho II auf D12 World von D12 - 2004: Time auf Decade 1994-2004 von AZ - 2004: Sosa vs. State auf The Prophecy von Nas - 2004: Evil Deeds, Never Enough, Mosh, Rain Man, Big Weenie, Just Lose It, Ass Like That & Encore auf Encore von Eminem - 2004: Rich Girl auf Love. Angel. Music. Baby. von Gwen Stefani - 2005: Intro, Westside Story, Higher, How We Do, Don’t Need Your Love, Start From Scratch & Don’t Worry auf The Documentary von The Game - 2005: Outta Control & Gunz Come Out auf The Massacre von 50 Cent - 2005: Talk About Me & When It Rains It Pours auf Get Rich or Die Tryin’ von G Unit - 2005: Everyday Thing auf The Prophecy Vol. 2 von Nas - 2005: Here We Go Again auf Ghost Unit von The Game - 2005: Hard Liquor auf Guns n Roses III von DJ Fingaz - 2005: Get Mynz & Bloww auf Hittmanic Verses von Hittman - 2005: Ass & Not Many Dayz Left auf Murda Weapon von Hittman - 2006: Outta Control Remix auf Blood Money von Mobb Deep - 2006: Get You Some, How We Do It Over Here, Been Through The Storm, In The Ghetto, Cocaine, Goldmine, Don’t Get Carried Away & Legend Of The Fall Off’s auf The Big Bang von Busta Rhymes - 2006: Lost Ones, 30 Something, Trouble & Minority Report auf Kingdom Come von Jay-Z - 2006: Boss’ Life, Round Here & Imagine auf Tha Blue Carpet Treatment von Snoop Dogg - 2006: Get Low von Stat Quo auf Eminem Presents: The Re-Up - 2006: Hustlers auf Hip Hop Is Dead von Nas - 2007: Hold On & U Ain’t Goin' Nowhere auf Buck The World von Young Buck - 2007: Come & Go, Straight To the Bank & Fire auf Curtis von 50 Cent - 2007: Here We Go von Stat Quo - 2007: Drop It Son von Papoose & Busta Rhymes - 2008: The Greatest Trick auf The Confessional von Bishop Lamont - 2008: Hold On auf The Villain von Trick Trick - 2009: Bitch I’m Back von Slim Da Mobster & Devin the Dude - 2009: Dr. West (Skit), 3 a.m., My Mom, Insane, Backpipes From Baghdad, Hello, Tonya (Skit), Same Song & Dance, We Made You, Medicine Ball, Paul (Skit), Stay Wide Awake, Old Time’s Sake, Must Be The Ganja, Mr. Mathers (Skit), Deja Vu, Crack A Bottle, Steve Berman (Skit) & Underground auf Relapse von Eminem - 2009: Catalina & About Me auf Only Built 4 Cuban Linx... Pt. II von Raekwon - 2009: Doggystyle, Fallin' Asleep On Death Row, Eat A Dick & The Root Of All Evil (Outro) auf Death Row: The Lost Sessions Vol. 1 von Snoop Dogg - 2009: Poor Young Dave & Smoke On auf The Chronic & From The Vault von Dr. Dre - 2009: Death To My Enemies, Psycho & Ok, You’re Right auf Before I Self Destruct von 50 Cent - 2009: I Get It In von 50 Cent - 2009: Finer Thangz auf I Am Legend von 40 Glocc - 2009: Midnight Our & Real Thugs auf Various Artists - Death Row: The Ultimate Box Collection - 2009: Hells Breaks Loose, Buffalo Bill, Taking My Ball, Music Box & Drop The Bomb On 'Em auf Relapse: Refill von Eminem - 2010: So Bad & Ridaz auf Recovery von Eminem - 2010: Rain & Change Is Gonna Come auf The Shawshank Redemption/Angola 3 von Bishop Lamont - 2010: Lost auf The Decision von Dawaun Parker - 2011: Soft Rhodes & The Ocean auf Purp Patron von The Game - 2011: Keepin' It Real von The Game - 2011: Back Against The Wall auf War Music von Slim da Mobster - 2012: Popped Off auf F*ck Da City Up von T.I. - 2012: Bottoms Up (Intro) auf Bottoms Up von Obie Trice - 2012: Shit Don’t Change auf The Weigh In EP von DMX - 2012: Louis XIII auf Napalm von Xzibit - 2012: New Day auf Girl on Fire von Alicia Keys - 2012: Dead People auf Jesus Piece (Itunes Edition) von The Game - 2014: The Way It Be auf ATLA: All This Life Allows, Vol. 1 von Stat Quo - 2014: Smoke auf Animal Ambition von 50 Cent |

## Promoveröffentlichungen
Promo-Singles
- 1992: Deep Cover (feat. Snoop Doggy Dogg)
- 1996: Been There, Done That
- 2001: The Wash (feat. Snoop Dogg)
- 2015: Talk About It (feat. King Mez und Justus)

## Sonderveröffentlichungen
Gastauftritte
| - 1989: Eazy-er Said Than Dunn & We Want Eazy auf Eazy-Duz-It von Eazy-E - 1990: We’re All The Same Gang auf We’re All The Same Gang - 1991: Flunky Flute auf Muzical Madness von Jimmy Z - 1993: Paint The White House Black auf Hey, Man, Smell My Finger von George Clinton - 1995: 187 Um auf One Million Strong - 1995: U Better Recognize auf Murder Was The Case Soundtrack - 1995: Keep Their Heads Ringin’ auf Friday Soundtrack - 1996: Nas Is Coming auf It Was Written von Nas - 1996: California Love auf All Eyez on Me von 2 Pac - 1996: No Diggity auf Another Level von BLACKstreet - 1996: Phone Tap auf The Album von The Firm - 1997: Cataluff auf Big Thangs von Ant Banks - 1997: The Puppet Master auf Soul Assassins, Chapter 1 von Soul Assassins - 1997: Game Over auf The Untouchable von Scarface - 1998: Ask Yourself A Question auf Kuruption! von Kurupt - 1998: Zoom auf Bulworth Soundtrack - 1998: Ghetto Fabulous auf Rasassination von Ras Kass - 1999: Just Dippin’ auf No Limit Top Dogg von Snoop Dogg - 1999: Watch Me auf Vol. 3: Life and Times of S. Carter von Jay-Z - 1999: If I Get Locked Up Tonight auf The Tunnel von Funkmaster Flex - 1999: Ho’s a Housewife auf Tha Streetz Is A Mutha von Kurupt - 1999: Even Deeper auf The Fragile von Nine Inch Nails - 1999: Guilty Conscience auf The Slim Shady LP von Eminem - 2000: Intro To Indo auf Tha Eastsidaz von Tha Eastsidaz - 2000: Intro auf The Mix Tape Volume 4: 60 Minutes of Funk von Funkmaster Flex - 2000: Hello auf War & Peace Vol. 2 (The Peace Disc) von Ice Cube - 2000: Just Be a Man About It auf The Heat von Toni Braxton - 2000: Bitch Please II auf The Marshall Mathers LP von Eminem | - 2000: U Know auf Restless von Xzibit - 2001: Your Wife auf Music & Me von Nate Dogg - 2001: That’s Me auf Shaquille O’Neal Presents His Superfriends, Vol. 1 von Shaquille O’Neal - 2001: Put It On Me auf Training Day Soundtrack - 2001: Fast Lane auf 1st Born Second von Bilal - 2002: Money, The Chron & Where’s T auf The Kingdom Come von King Tee - 2002: Say What You Say auf The Eminem Show von Eminem - 2002: The Watcher 2 auf The Blueprint²: The Gift & The Curse von Jay-Z - 2002: The Knoc auf L.A. Confidential presents: Knoc-turn’al von Knoc-turn’al - 2002: Symphony in X Major auf Man vs Machine von Xzibit - 2003: Shit Hits the Fan auf Cheers von Obie Trice - 2003: Psychic Pymp Hotline, Gorilla Pympin & Judgment Day auf Deuce von The D.O.C. - 2004: Encore auf Encore von Eminem - 2006: Imagine auf Tha Blue Carpet Treatment von Snoop Dogg - 2008: Bounce auf Shock Value von Timbaland - 2009: Old Time’s Sake & Crack a Bottle auf Relapse von Eminem - 2009: Hell Breaks Loose auf Relapse: Refill von Eminem - 2010: Syllables mit Eminem, Jay-Z, Cashis, 50 Cent & Stat Quo - 2011: Drug Test auf The R.E.D. Album von The Game - 2011: Back Against The Wall auf War Music von Slim the Mobster - 2012: Popped Off auf Fuck da City off von T.I. - 2012: New Day mit 50 Cent & Alicia Keys - 2012: 3 Kings auf God Forgives, I Don’t von Rick Ross - 2012: Compton & The Recipe auf Good Kid, M.a.a.d. City von Kendrick Lamar - 2014: Stronger auf Friends & Lovers von Marsha Ambrosius - 2015: Wesley’s Theory auf To Pimp a Butterfly von Kendrick Lamar - 2020: Guns Blazing auf Music to Be Murdered By – Side B von Eminem |

## Statistik

### Chartauswertung
|                     | DE    | AT    | CH    | UK    | US    |
| ------------------- | ----- | ----- | ----- | ----- | ----- |
| Nummer-eins-Alben   | DE—DE | AT—AT | CH1CH | UK1UK | US—US |
| Top-10-Alben        | DE1DE | AT1AT | CH1CH | UK2UK | US4US |
| Alben in den Charts | DE4DE | AT2AT | CH3CH | UK3UK | US6US |

|                       | DE     | AT    | CH     | UK     | US     |
| --------------------- | ------ | ----- | ------ | ------ | ------ |
| Nummer-eins-Singles   | DE—DE  | AT—AT | CH—CH  | UK—UK  | US3US  |
| Top-10-Singles        | DE1DE  | AT1AT | CH3CH  | UK9UK  | US7US  |
| Singles in den Charts | DE11DE | AT6AT | CH12CH | UK17UK | US19US |

|                          | DE    | AT    | CH    | UK    | US    |
| ------------------------ | ----- | ----- | ----- | ----- | ----- |
| Nummer-eins-Videoalben   | DE—DE | AT—AT | CH—CH | UK—UK | US1US |
| Top-10-Videoalben        | DE—DE | AT—AT | CH—CH | UK—UK | US1US |
| Videoalben in den Charts | DE—DE | AT—AT | CH—CH | UK—UK | US1US |

### Auszeichnungen für Musikverkäufe
| Land/RegionAuszeichnungen für Musikverkäufe (Land/Region, Auszeichnungen, Verkäufe, Quellen) | Silber     | Gold       | Platin         | Verkäufe    | Quellen                           |
| -------------------------------------------------------------------------------------------- | ---------- | ---------- | -------------- | ----------- | --------------------------------- |
| Australien (ARIA)                                                                            | —          | 4× Gold4   | 19× Platin19   | 1.085.000   | aria.com.au                       |
| Belgien (BRMA)                                                                               | —          | 2× Gold2   | —              | 50.000      | ultratop.be BE2                   |
| Brasilien (PMB)                                                                              | —          | 2× Gold2   | 2× Platin2     | 180.000     | pro-musicabr.org.br               |
| Dänemark (IFPI)                                                                              | —          | 5× Gold5   | 7× Platin7     | 625.000     | ifpi.dk                           |
| Deutschland (BVMI)                                                                           | —          | 8× Gold8   | Platin1        | 2.125.000   | musikindustrie.de                 |
| Europa (IFPI)                                                                                | —          | —          | 2× Platin2     | (2.000.000) | ifpi.org                          |
| Frankreich (SNEP)                                                                            | —          | 3× Gold3   | 2× Platin2     | 280.000     | infodisc.fr snepmusique.com       |
| Griechenland (IFPI)                                                                          | —          | Gold1      | —              | 10.000      | Einzelnachweise                   |
| Italien (FIMI)                                                                               | —          | 3× Gold3   | 3× Platin3     | 360.000     | fimi.it                           |
| Kanada (MC)                                                                                  | —          | Gold1      | 8× Platin8     | 760.000     | musiccanada.com                   |
| Neuseeland (RMNZ)                                                                            | —          | 2× Gold2   | 39× Platin39   | 1.052.500   | aotearoamusiccharts.co.nz NZ2 NZ3 |
| Niederlande (NVPI)                                                                           | —          | 2× Gold2   | —              | 80.000      | nvpi.nl                           |
| Norwegen (IFPI)                                                                              | —          | 2× Gold2   | —              | 20.000      | ifpi.no                           |
| Österreich (IFPI)                                                                            | —          | 2× Gold2   | 2× Platin2     | 150.000     | ifpi.at                           |
| Portugal (AFP)                                                                               | —          | —          | Platin1        | 10.000      | Einzelnachweise                   |
| Schweden (IFPI)                                                                              | —          | Gold1      | —              | 25.000      | ifpi.se                           |
| Schweiz (IFPI)                                                                               | —          | Gold1      | —              | 25.000      | hitparade.ch                      |
| Spanien (Promusicae)                                                                         | —          | Gold1      | Platin1        | 90.000      | elportaldemusica.es               |
| Vereinigte Staaten (RIAA)                                                                    | —          | 5× Gold5   | 27× Platin27   | 25.200.000  | riaa.com                          |
| Vereinigtes Königreich (BPI)                                                                 | 6× Silber6 | 2× Gold2   | 24× Platin24   | 12.510.000  | bpi.co.uk                         |
| Insgesamt                                                                                    | 6× Silber6 | 47× Gold47 | 138× Platin138 |             |                                   |